# 2013年地中海難民船船難
2013年地中海難民船船難記載的是有關於2013年內所發生於地中海海域難民船事故的條目。

## 10月3日事故

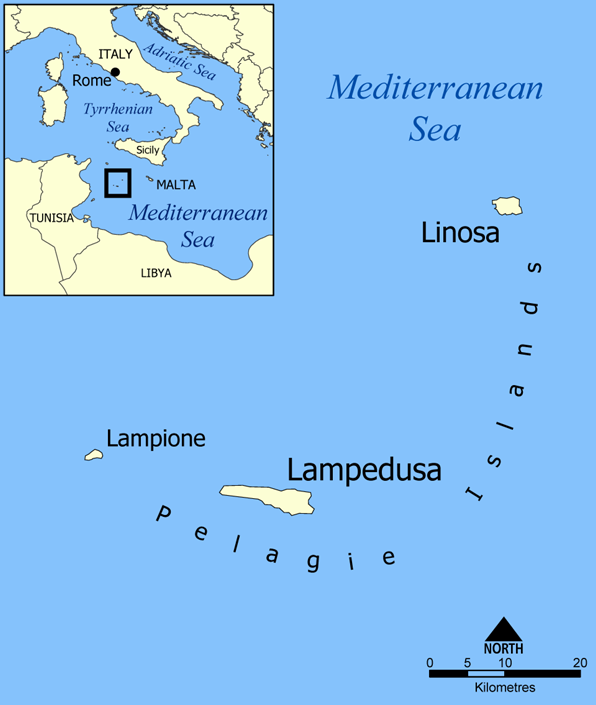
10月3日發生船難的蘭佩杜薩島之位置

2013年10月3日，義大利外海蘭佩杜薩島附近發生一艘由非洲利比亞出發的難民船翻覆事件，總共造成359人死亡。義大利海岸巡防署已經救出155名生還者，此艘船相信載滿約500名乘客。這些難民多來自迦納、厄利垂亞以及索馬利亞。

### 事故概要
根據報導，這20公尺長的漁船載滿約500名的非洲偷渡客，在距離蘭佩杜薩島0.25海浬處發生引擎故障，因漁船嚴重超載導致船隻沉沒。根據附近船隻上的目擊者說法，該難民船在故障之後發生火警，許多偷渡客為避免火災紛紛跳入海中。但火勢隨著難民船所洩漏出的油汙延燒至海上，因此傷及許多跳入海中的難民。此次事故有約達200名的偷渡客失蹤。
2013年10月4日，義大利海巡署共尋找到111具難民遺體，並救獲150名非洲偷渡客。該船隻之駕駛人為一於2013年4月遭到義大利強制驅逐出境的突尼西亞籍35歲男子，在此次事件發生後該男子遭到義大利警方逮捕。

## 10月11日事故
2013年10月11日，在10月3日地中海海域發生嚴重船難的後8天，距離上次發生船難的蘭佩杜薩島120公里處、馬爾他領海內發生難民船船難。此次事件共造成34名偷渡客死亡、50名偷渡客失蹤。根據報導，這些難民來自敘利亞以及巴勒斯坦。義大利方面救獲的難民人數有56人，而馬爾他方面則是救獲134名偷渡難民。